# UFO仮面ヤキソバン
U.F.O.仮面ヤキソバン（ユーホーかめんヤキソバン）は、1993年から1995年にかけて放映された、日清食品の「日清焼そばU.F.O.」のテレビコマーシャル・シリーズ、およびそれに登場する架空のキャラクター。
キャラクターデザインはアニメーターのさとうけいいちが担当した。

## ヤキソバン
演：マイケル富岡
地球から100億km離れた「麺惑星ヤキソバーン」の王子で、頭上にU.F.O.の容器を載せ、腹部のバックルもU.F.O.の容器の形で、スーツの胸には「U.F.O.」のロゴが書かれている。普段は京東スポーツ新聞社の社員食堂の調理助手・日川清太郎(ひかわしんたろう)として活動している。帰宅後は「ヤキソバン一輪車」に乗って遊ぶのが趣味で、就寝時はパジャマの代わりに「ヤキソバン変身寝袋」（いずれも後述の懸賞用グッズ第1弾）を着る。敵に対して以外は礼儀正しい言葉遣いを使い、自らを「日本の食生活を守る正しい焼きそばの化身」と名乗る。

### 能力
頭上にある巨大なU.F.O.の容器には、かやく入りの乾燥状態の麺が大量に入っており、お湯を吸収することで出来上がりの状態(ソースがかかっている)となり、一時的にパワーアップする。腹部のバックルであるもU.F.O.の容器も同様に乾燥麺とかやくが入っており、そこからあらゆる技を繰り出す。専用の乗り物は、透視と会話の能力を持つ「マッハUFO」（ちなみにビデオ映画では言語が付いている）。弱点は水で、かけられると麺がふやけるばかりか、武器も湿気を帯び威力を失う。しかし、熱湯風呂に浸かると復活する。ビデオ映画版では、湯切りをしたバックルのU.F.O.に、ヤキソバーン大王が執事に託した賞味期限なしのパワーアップソースをかけることでパワーアップした。ゲーム版では湯をかけると麺がしっかりするためパワーアップして「大盛り仮面ヤキソバングレート」になり、頭上とバックルのU.F.O.も四角い大盛りの形になる。

### 武器・技
ソースビーム
ヤキソバンの両腰から取り出して使うソース瓶とクリップが一つになった二丁銃。ソースを水鉄砲のごとく勢いよく発射する。ソース瓶はクリップから取り外しが可能であり、主にソースの補充に用いる。ヤキソバンが水をかけられるとソースが薄まり威力も弱まってしまう。
あげ玉ボンバー
バックルから巨大化した無数のあげ玉を一度に打ち出す。威力調整もできるが、こちらもヤキソバンが水をかけられると弱まってしまう。
大量あげ玉ボンバー
あげ玉ボンバーの強化版。文字通りあげ玉が爆発する。
青のりフラッシュ
バックルから青のりを渦状に飛ばす。こちらもヤキソバンが水をかけられると威力が弱まってしまう。
青のりタイフーン
青のりフラッシュの強化版。風を巻き起こす。
メンアタック
バックルから伸ばした麺で相手を絡め取る。
ソースバズーカ
ビデオ映画版で執事から渡された武器。ソースを特大の濡れ状にして射ち出す。

### その後
1995年では契約期限切れの為、いとこのヤキソバニーに地球の食生活の守りを託してヤキソバーンに帰った。
2016年にCM「日清焼そばU.F.O. エクストリーーーム!編」で、下記のような経緯で復活を果たす。
- 全盛期から数十年が経過し、すっかり世間から忘れられ、人々からはことごとく笑い者や不審者扱い[3]を受けたヤキソバン（54歳[4]・無職）は酒に溺れるホームレス生活を送っていたが、居合わせた居酒屋の客達からも「ヤキソバマン」と名前を間違われ、逆上してトレードマークでもある頭上のU.F.O.を「焼そばなんてこりごりなんだよ!!」と地面に投げつけて割ってしまう[5]。そしてついに焼そばへの憎しみに駆られ、ヒーローであることをやめて失踪。それから数十年後、レイジアウト帝国の皇帝バッド・ゲドウへとその身を暗く染めた。この時点でヤキソバンの衣装は完全に脱ぎ捨て、黒いマントを着た服装になり、叩き割ったU.F.O.を目からのビーム（このビームには「エクストリーーーム」の文字が入っている）で完全に破壊したのち、謎の男（演：Mr.マリック）から渡された[6]水牛のような大きな角と悪魔的な顔をした仮面をかぶる。
- CM第1弾「エクストリーム! 篇」では多数の腕にさまざまな武器を持った戦闘形態となり、彼と対峙したさすらいの賞金稼ぎのヒーロー・ソース（演：吉川晃司）との激闘の末に仮面が割れ、その下の素顔を見たソースは「ファーザー!?」とつぶやく（その理由はCM第2弾「エクストリームZERO! 〜ヤキソバンの悲劇〜 篇」で語られ、幼いソースにヤキソバンがソースビームを教える回想が出てくる）。このCMは映像演出やストーリーが、「スター・ウォーズ・シリーズ」を彷彿とさせるものになっている。
- 変わり果てたヤキソバンの姿である皇帝バッド・ゲドウはある目的（詳細不明）でヒロインのエクストリーム姫（演：水原希子）を狙っており、「スタービリヤード」「スタータコヤキ」などの残酷な方法で幾多の惑星を滅ぼしてきた。地球などの星々は「大きめのボール」としか見ていない。ペヤングソース焼きそばの容器に大きな角を生やしたようなデザインの宇宙戦艦「キラ・ゴーズノズケー」を乗艦としている。

## ケトラー
演：デーブ・スペクター
ヤキソバンの宿敵。シカゴ出身で、日本中のやかんを独り占めしようと企む。ヤキソバニー篇では「ケトラー・デラックス」（衣装がタキシードから軍服風に）にパワーアップする。フォーク型の槍を持つ。巨大なやかんで熱湯をかける「魔力・熱湯シャワー」なる技を持つ。

## にせヤキソバン
演：オスマン・サンコン
スーツが黒く、胸に「U.S.O.」（うそ）と書かれている。ヤキソバンに変身することができるが、些細なことでヒロイン（演：千葉麗子）に正体を看破される（ビデオ映画では演じるサンコンの決まりのフレーズである「1コン2コン・サンコン」で、ケトラーたちに正体を看破される）。CMではヤキソバンを倒すためケトラーに造られたことになっているが、ビデオ映画では外国人仲間の趣味としてケトラーに雇われたことになっている。腰のバックルと頭には他社のカップ焼きそばを示唆するかのような四角いカップ容器を着けている。

## U.F.O.ガール ヤキソバニー / ヤスコ
演：松雪泰子
1995年に登場するヤキソバンのいとこ。契約期限切れでヤキソバーンに帰ったヤキソバンに代わって地球にやってきた。技はソースビームと同じ形状の銃から発射される「ミラクルソース」と専用のステッキから繰り出す「キャベツハリケーン」。普段は地球人の女子大生に扮している。

## ナレーター
演：是永洋（ヤキソバン、ヤキソバニー） / 野田圭一（「エクストリームZERO! 〜ヤキソバンの悲劇〜 篇」）

## CMリスト

### ヤキソバン編
第1話
ヒロインの女性（千葉麗子）を人質に取ったケトラーを前に、ヤキソバンは捕えられてしまう。ケトラーはヤキソバンに巨大なやかんによるお湯攻撃を浴びせようとするが、それを逆手に取ったヤキソバンはお湯を吸収しパワーアップ。ソースビームとあげ玉ボンバーでケトラーを撃退。配下は逃げ出し、ヒロインは無事助け出された。
第2話
「U.F.O.」を食べようとした御婦人の前にケトラーが現れ、やかんを持ち去った。御婦人の悲鳴はマッハUFOでパトロールしていたヤキソバンの耳に入り、ケトラーに「やかんを返せ！」と迫るがケトラーは「嫌だよ。」と無視。どこからともなくお湯を吸収しパワーアップしたヤキソバンはソースビームとあげ玉ボンバーでケトラーを撃退。やかんを取り返し、ヤキソバンと御婦人は仲良く走り出すのだった。
第3話
ケトラーとの戦いを終え屋敷に戻ったヤキソバンは、「ヤキソバン一輪車」で遊び、疲れると「ヤキソバン寝袋」で眠る。その様子を見ていたケトラーは「だからヤキソバンはこんなに強いのか。」と思い、ヤキソバングッズを手に入れようとプレゼントに応募するのだった。
第4話
ケトラーは、ヤキソバンそっくりの偽者を造り出した。第1話のヒロインと遊園地でデートしたヤキソバンの偽者は「U.F.O.」をヒロインにあげるが、その「U.F.O.」は容器の形が違う偽物だった。「あなたはヤキソバンじゃないわ！」と言われたヤキソバンの偽者は仮面を取り「にせヤキソバン」の正体を晒す。ヒロインの悲鳴を聞いた本物のヤキソバンが駆け付け、特製ソースビームとメンアタックでにせヤキソバンを倒し、デートをやり直すことになった。
第5話
ケトラーとにせヤキソバンは、「ヤキソバンプレゼントに応募すると本物のサイが象が当たる。」と告知するが、「そんなものは当たらないぞ！」と突っ込んだヤキソバンにメンアタックの制裁を食らう。ヤキソバンは本当のヤキソバンプレゼントの景品を告知、ケトラーとにせヤキソバンは「もうウソは付きません。私たちも応募します。」と宣言するのだった
第6話
「どうなる?日本の焼そば!!」をテーマにしたテレビの討論番組のスタジオで熱い討論を交わすコメンテーターのデーブ・スペクター。しかしアシスタント(三井ゆり)からのお飲物の注文に、やかんを見つけたデーブは「ボク、そのやかんが欲しい。」とケトラーに変身。収録現場はパニック状態に。そこへ観客「正しい焼そばの会」の一人である男がヤキソバンに変身。特製ソースビームとメンアタックでケトラーを撃退。司会者からお礼を受けたヤキソバンは討論番組のゲストに祭り上げられるのだった。

## 関連商品

### オリジナルテーマソング
あいつが正しいヤキソバン
歌：影山ヒロノブ&プチエンジェルス、作詞：斎藤和典、作曲・編曲：大森俊之
CM懸賞用のプレゼントセットに、CD版が添付されていた。また、ビデオ映画の主題歌としても使用されている。長らく非売品であったが、影山ヒロノブの20周年記念BOX「エタニティ」に収録された。

### ビデオ映画
U.F.O仮面ヤキソバン 怒りのあげ玉ボンバー
- 発売：ビクターエンタテインメント、VHS、1994年6月24日発売。
- 製作著作：ヤキソバン制作委員会
- 制作協力：日清食品、電通、レオナ（現：レオナ企画）
- 主題歌：「あいつが正しいヤキソバン」
- 監督：植木善晴　脚本：小杉哲大　企画・原案：長沢隆之、斎藤和典
- 技斗：矢車猛　技術協力：映広　美術協力：アイ・アール
- 製作者：田中重年、石川博　プロデュース：久保一郎、小野文彦
- キャスト
  - ヤキソバン / 日川清太郎：マイケル富岡
  - ケトラー：デーブ・スペクター
  - にせヤキソバン / サンコン：オスマン・サンコン
  - かやくみこ：髙田万由子
  - セラ・モリーン：戸川京子
  - 執事：下川辰平
  - 社員食堂のオバチャン：柴田理恵
  - 人事課長：吹越満
  - 紙芝居屋：佐藤正宏
  - 調理師：村松利史
  - オカマ：梅垣義明
  - その他：森雅晴、アジャ・コング ほか

CMの設定を使ったオリジナルストーリーであり、ヤキソバンの花嫁探しを軸足としたコメディ仕立てとなっている。

### ゲーム
『U.F.O.仮面ヤキソバン ケトラーの黒い陰謀』（ユーホーかめんヤキソバン ケトラーのくろいいんぼう）というタイトルで、懸賞用の非売品ゲームソフトとして制作され、後に一般販売された。開発元はKID。ゲーム内容は、ケトラーにさらわれた婚約者を助け出すためにヤキソバンが戦うベルトスクロールアクションゲームである。本やテントや一輪車などのゲーム以外の懸賞景品がアイテムとして登場する。パンチやキックやジャンプの他、CMで使われたアクションが再現されており、狙った敵にダメージを与える「ソースビーム」、画面内のすべての敵にダメージを与える「あげ玉ボンバー」、一定時間だけ敵の動きを止められる「青のりフラッシュ」などのアクションがある。敵キャラにはデーブ・スペクターをそのままモチーフにしたような怪人、箸や爪楊枝などの食器をモチーフにした怪人もおり、これについては同梱された説明書にも記載されている。
懸賞版からの変更点は「パッケージやラベルシールが写真からイラストに変わっている」「起動直後のロゴマークが『NISSIN』から発売元である『DEN'Z』に変更されている」「冒頭のヤキソバンからのメッセージ（「このたびは 当選おめでとう!」などプレゼントに関する文言が含まれている）が削られている」「タイトル画面に著作権表記が追加されている」など。
なお、時系列はビデオ映画版の後日談とされている。

### 懸賞用グッズ
- 「あざやかヤキソバンプレゼント」 - Aコースは「ヤキソバン一輪車」、Bコースは「ヤキソバン変身寝袋」（いずれも上述）
- 「スーパーヤキソバンプレゼント」[9] - Aコースは「ヤキソバンスーパーファミコンソフト」（上述）、Bコースは「ヤキソバンスーパーテント」
- 「ゴー!ゴー!ヤキソバニープレゼント」 - Aコースは「ヤキソバニーローラー」、Bコースは「リバーシブル寝袋」（ヤキソバニーとケトラー・デラックスの衣装柄）

### 玩具
CM展開当時、バンダイからアクションフィギュアが発売され、同商品のテレビCMも放送されている。また、UFOキャッチャーの景品ぬいぐるみになったこともある。

### 漫画
『月刊コロコロコミック』1994年3月号から6月号に『正しい!?U.F.O.仮面ヤキソバン』というタイトルで掲載された。作者は天越え〜すけ。

## その他
- マイケル富岡がヤキソバンに起用された理由として「究極のソース顔だから」という関係者の証言[要出典]がある。
- この当時の「U.F.O.」の具材にはあげ玉が入っていた。1995年頃からはあげ玉を取りやめ、代わりにキャベツが増量された（ヤキソバニーの「キャベツハリケーン」は、そのアピール目的）。
- 着ぐるみの造型は岡部淳也率いる「ビルドアップ」が担当した。
- 現在、メディアでの露出はまずないが、2007年7月16日放送の『くりぃむナントカ』内の企画芸能界ビンカン選手権に登場し、東京ドームシティのショーで『獣拳戦隊ゲキレンジャー』と無理やり共演した。また、2010年9月19日放送の『シルシルミシルさんデー』日清食品特集で登場し、2011年8月27日放送の『ピカルの定理』のコント「イキオクレ女子会」にてヤキソバンとヤキソバニーが登場した。
- 漫画作品『スーパーマリオくん』では、登場キャラクターのひとりであるヨッシーがヤキソバンの必殺技を真似するシーンがある。
- 1993年にフジテレビで放送していた『とぶくすり』のコントで同CMのパロディとして「立ち食い仮面カケソバン」というコントをやっていた。カケソバンを岡村隆史、ケトラーを矢部浩之が演じた。
- 同じく1993年にフジテレビで放送していた『ダウンタウンのごっつええ感じ』のコント「改造人間カスタムひかる」では、敵役の極キラー（演：浜田雅功）が「あざやかヤキソバンプレゼント」のパロディを行う回[10]があり、そのシーンにデーブ・スペクター本人扮するケトラーも登場した。
- よみうりランドの「グッジョバ!!」内のアトラクション「スプラッシュU.F.O.」にヤキソバンとケトラーが登場[11]。
- 2019年9月7日放送の、NHKシブヤノオトの番組に、タレントでオペラ歌手のパオロが、ゴールデンボンバーの『令和』のライブパーフォマンスで、UFO仮面ヤキソバン役で出演した。
- 2020年3月放送の、「濃い濃いラー油マヨ　超濃厚段積み沼CM 篇」に、タレントでオペラ歌手のパオロが、UFO仮面ヤキソバン役で出演した。
- 2020年6月に日清焼そばU.F.O.とにゃんこ大戦争のコラボキャンペーンが行われた際に、限定キャラクターの「ネコヤキソバン」が登場した[12]。